# Шимко Володимир Іванович
Володимир Іванович Шимко (12 травня 1938, місто Зеленодольськ, тепер Республіка Татарстан, Російська Федерація — 3 березня 1998, місто Москва) — радянський політичний діяч, міністр радіопромисловості СРСР. Депутат Верховної Ради СРСР 11-го скликання (у 1988—1989 роках).

## Біографія
Народився в родині службовця.
У 1960 році закінчив Московський енергетичний інститут.
У 1961—1963 роках — інженер, інженер-конструктор київського заводу «Комуніст».
У 1963—1968 роках — старший інженер, начальник лабораторії, начальник сектору Науково-дослідного інституту мікроприладів Міністерства електронної промисловості СРСР у місті Зеленограді РРФСР.
Член КПРС з 1965 року.
У 1968—1981 роках — інструктор, у 1981—1983 роках — завідувач сектору радіопромисловості, у 1983—1987 роках — заступник завідувача відділу оборонної промисловості ЦК КПРС.
14 листопада 1987 — 17 жовтня 1988 року — міністр радіопромисловості СРСР.
У 1988—1989 роках — завідувач соціально-економічного відділу ЦК КПРС.
17 липня 1989 — листопад 1991 року — міністр радіопромисловості СРСР.
З 1992 по 1998 рік — президент корпорації «Радіокомплекс» у Москві. Похований на Кунцевському цвинтарі Москви.

## Нагороди
- орден Жовтневої Революції (1988)
- орден Трудового Червоного Прапора (1981)
- орден «Знак Пошани» (1975)
- медалі